# Waterscheerlingsnuitkever
De waterscheerlingsnuitkever (Lixus paraplecticus) is een keversoort uit de familie van de snuitkevers (Curculionidae). De wetenschappelijke naam van de soort is voor het eerst geldig gepubliceerd in 1758 door Carl Linnaeus. Linnaeus plaatste de soort in het geslacht Curculio. Later is de soort aangeduid als de typesoort van het geslacht Lixus.
Deze kever komt voor in België en Nederland en staat behalve als waterscheerlingsnuitkever ook bekend als lissnuitkever, waterscheerlingsnuittor of kortweg watersnuittor. De larven van deze kever leven van watertorkruid (Oenanthe aquatica, vroeger Phellandrium aquaticum). Ze boren zich in de stengels van deze plant.